# 启封故城
启封故城或称启封城，春秋战国时期，郑国开始建筑的古城，城池遗址在今河南省开封市祥符区朱仙镇。
郑庄公（前757年－前701年）时，郑邴建城，以“启拓封疆”之意名“启封”。后，城归魏国，北部为魏国都城大梁城。魏王假三年（前225年），秦国将军王贲攻破大梁，魏国灭亡。秦国在此地置启封县。西汉时，启封县改名开封县。隋朝建成大运河后，启封城地位下降，今开封城兴起。唐朝贞观元年（627年），开封县省入浚仪县。贞观年后，启封城便再无修缮。延和元年（712年），以浚仪县、尉氏县复置开封县。同年汴州治所移至汴州城。后，启封城逐渐废弃。
据考证，城外西侧为荥阳郑氏的家族墓地。1986年，以启封故城的名称被开封县人民政府列为开封县级文物保护单位，2000年，河南省人民政府公布为第三批河南省文物保护单位。2013年，中国国务院列为第七批全国重点文物保护单位（古遗址）。